# Liste der Gouverneure von Missouri

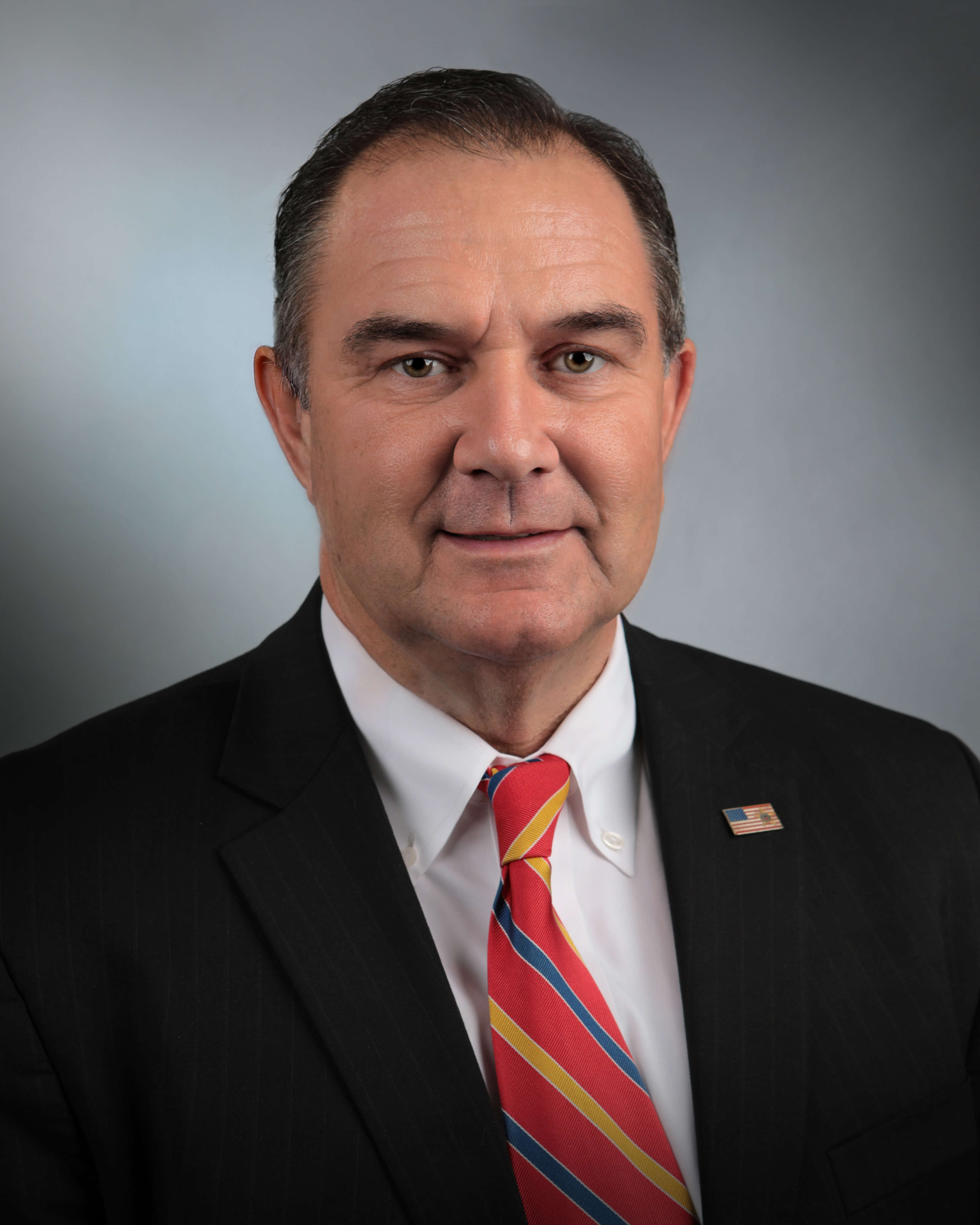
Mike Kehoe, der derzeitige Gouverneur von Missouri

Diese Liste führt alle Gouverneure des US-Bundesstaates Missouri und des zuvor bestehenden Missouri-Territoriums sowie des Louisiana-Territoriums auf.

## Louisiana-Territorium
| Name             | Amtszeit  | Partei |
| ---------------- | --------- | ------ |
| Amos Stoddard    | 1804–1805 |        |
| James Wilkinson  | 1805–1807 |        |
| Frederick Bates  | 1807–1808 |        |
| Meriwether Lewis | 1808–1809 |        |
| Frederick Bates  | 1809–1810 |        |
| Benjamin Howard  | 1810–1812 |        |
| Frederick Bates  | 1812      |        |

## Missouri-Territorium
| Name             | Amtszeit  | Partei |
| ---------------- | --------- | ------ |
| Frederick Bates  | 1812–1813 |        |
| William Clark    | 1813–1820 |        |
| Alexander McNair | 1820–1821 |        |

## Bundesstaat Missouri
| Name                       | Amtszeit  | Partei                |
| -------------------------- | --------- | --------------------- |
| Alexander McNair           | 1821–1824 | Democratic Republican |
| Frederick Bates            | 1824–1825 | Democratic Republican |
| Abraham J. Williams        | 1825–1826 | Democratic Republican |
| John Miller                | 1826–1832 | Democratic Republican |
| Daniel Dunklin             | 1832–1836 | Demokrat              |
| Lilburn Williams Boggs     | 1836–1840 | Demokrat              |
| Thomas Reynolds            | 1840–1844 | Demokrat              |
| Meredith Miles Marmaduke   | 1844      | Demokrat              |
| John Cummins Edwards       | 1844–1848 | Demokrat              |
| Austin Augustus King       | 1848–1853 | Demokrat              |
| Sterling Price             | 1853–1857 | Demokrat              |
| Trusten Polk               | 1857      | Demokrat              |
| Hancock Lee Jackson        | 1857      | Demokrat              |
| Robert Marcellus Stewart   | 1857–1861 | Demokrat              |
| Claiborne Fox Jackson      | 1861      | Demokrat              |
| Hamilton Rowan Gamble      | 1861–1864 | Unionist              |
| Willard Preble Hall        | 1864–1865 | Unionist              |
| Thomas Clement Fletcher    | 1865–1869 | Republikaner          |
| Joseph Washington McClurg  | 1869–1871 | Republikaner          |
| Benjamin Gratz Brown       | 1871–1873 | Liberalrepublikaner   |
| Silas Woodson              | 1873–1875 | Demokrat              |
| Charles Henry Hardin       | 1875–1877 | Demokrat              |
| John Smith Phelps          | 1877–1881 | Demokrat              |
| Thomas Theodore Crittenden | 1881–1885 | Demokrat              |
| John Sappington Marmaduke  | 1885–1887 | Demokrat              |
| Albert Pickett Morehouse   | 1887–1889 | Demokrat              |
| David Rowland Francis      | 1889–1893 | Demokrat              |
| William Joel Stone         | 1893–1897 | Demokrat              |
| Lawrence Vest Stephens     | 1897–1901 | Demokrat              |
| Alexander Monroe Dockery   | 1901–1905 | Demokrat              |
| Joseph Wingate Folk        | 1905–1909 | Demokrat              |
| Herbert Spencer Hadley     | 1909–1913 | Republikaner          |
| Elliot Woolfolk Major      | 1913–1917 | Demokrat              |
| Frederick Dozier Gardner   | 1917–1921 | Demokrat              |
| Arthur Mastick Hyde        | 1921–1925 | Republikaner          |
| Samuel Aaron Baker         | 1925–1929 | Republikaner          |
| Henry Stewart Caulfield    | 1929–1933 | Republikaner          |
| Guy Brasfield Park         | 1933–1937 | Demokrat              |
| Lloyd Crow Stark           | 1937–1941 | Demokrat              |
| Forrest C. Donnell         | 1941–1945 | Republikaner          |
| Philip Matthew Donnelly    | 1945–1949 | Demokrat              |
| Forrest Smith              | 1949–1953 | Demokrat              |
| Philip Matthew Donnelly    | 1953–1957 | Demokrat              |
| James Thomas Blair         | 1957–1961 | Demokrat              |
| John Montgomery Dalton     | 1961–1965 | Demokrat              |
| Warren Eastman Hearnes     | 1965–1973 | Demokrat              |
| Christopher Samuel Bond    | 1973–1977 | Republikaner          |
| Joseph Patrick Teasdale    | 1977–1981 | Demokrat              |
| Christopher Samuel Bond    | 1981–1985 | Republikaner          |
| John David Ashcroft        | 1985–1993 | Republikaner          |
| Melvin Eugene Carnahan     | 1993–2000 | Demokrat              |
| Roger B. Wilson            | 2000–2001 | Demokrat              |
| Robert Lee Holden          | 2001–2005 | Demokrat              |
| Matthew Roy Blunt          | 2005–2009 | Republikaner          |
| Jeremiah Wilson Nixon      | 2009–2017 | Demokrat              |
| Eric Robert Greitens       | 2017–2018 | Republikaner          |
| Mike Parson                | 2018–2025 | Republikaner          |
| Mike Kehoe                 | 2025–     | Republikaner          |